# Illiers-l’Évêque
Illiers-l’Évêque ist eine französische Gemeinde mit 1.018 Einwohnern (Stand: 1. Januar 2022) im Département Eure in der Region Normandie. Sie gehört zum Arrondissement Évreux und zum Kanton Verneuil d’Avre et d’Iton.
Die Einwohner werden Illiens-Épiscopiens und Illiennes-Épiscopiennes genannt.

## Geographie
Illiers-l’Évêque liegt etwa 25 Kilometer südsüdöstlich von Évreux am Fluss Coudanne.

### Nachbargemeinden
Umgeben ist Illiers-l’Évêque von den Nachbargemeinden Coudres im Nordwesten und Norden, Lignerolles im Norden, Marcilly-sur-Eure im Osten, Courdemanche im Süden, La Madeleine-de-Nonancourt im Südwesten sowie Marcilly-la-Campagne im Westen.

## Bevölkerungsentwicklung
| Jahr                       | 1962 | 1968 | 1975 | 1982 | 1990 | 1999 | 2007 | 2020 |
| Einwohner                  | 580  | 569  | 595  | 613  | 734  | 890  | 981  | 1026 |
| Quellen: Cassini und INSEE |      |      |      |      |      |      |      |      |

## Sehenswürdigkeiten

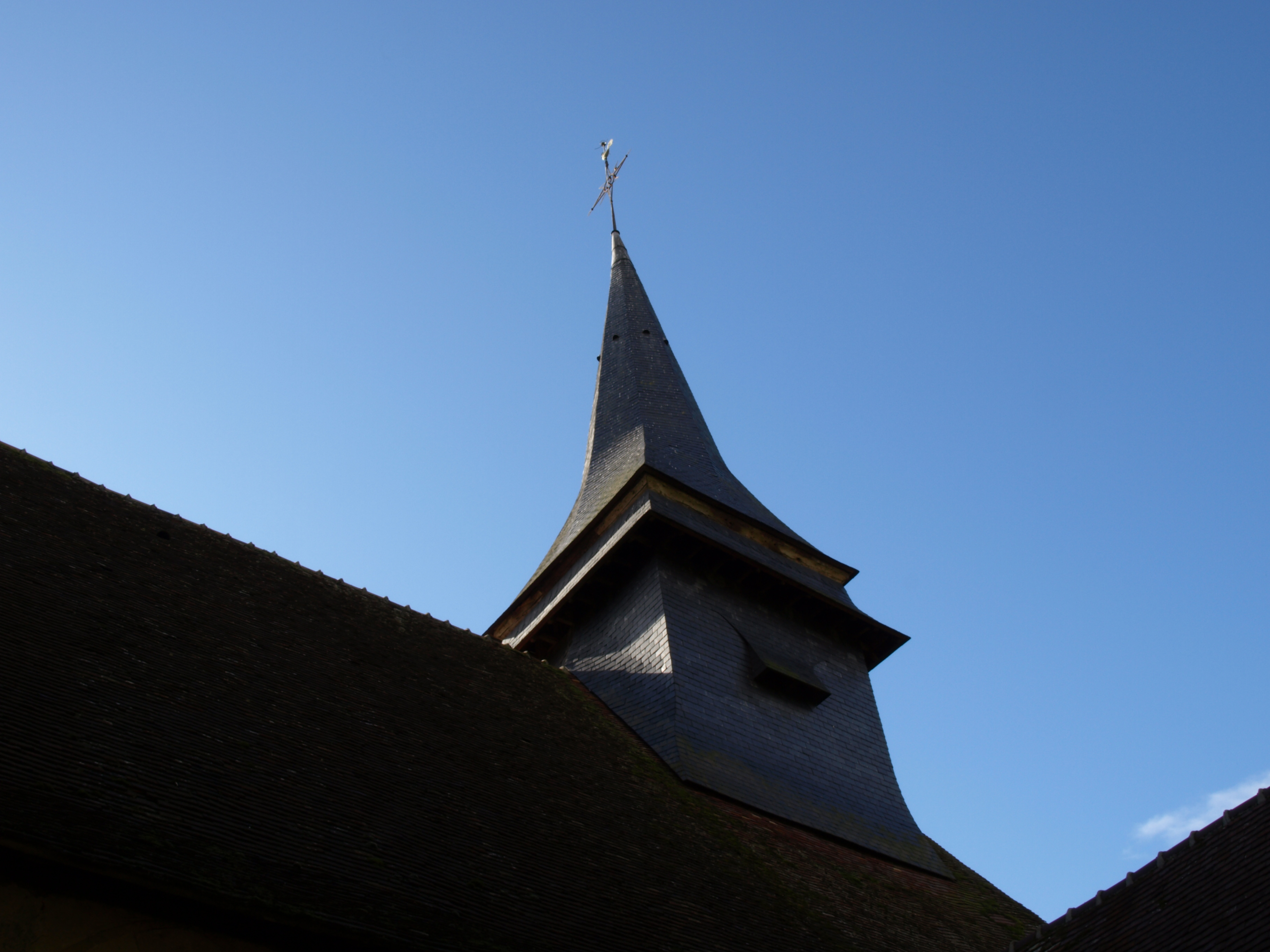
Kirche Notre-Dame-de-Pitié

- Kapelle Notre-Dame-de-Pitié aus dem 15. Jahrhundert, als Lehenskapelle neben dem Chor der Kirche Notre-Dame errichtet, seit 1938 als Monument historique klassifiziert
- Kirche Notre-Dame
- Schloss Pinson
- Schloss Jersey
- Schloss Louge